# Camí del Mas Bosc
El Camí del Mas Bosc és una pista rural dels termes municipals de Sant Quirze Safaja, en terres de Bertí, a la comarca del Moianès, i de Sant Martí de Centelles, en terres de Sant Miquel Sesperxes, a la comarca d'Osona.
Arrenca del Camí de les Roquetes, a 596,2 metres d'altitud, des d'on arrenca cap al nord-est en un primer moment, però després es manté paral·lel a migdia primer del torrent de les Roquetes i després del Torrent del Mas Bosc, fins que a migdia del Mas Bosc, on hi ha la Font del Mas Bosc, travessa el torrent, entra en terme de Sant Miquel Sesperxes, i acaba d'arribar en poc tros al Mas Bosc.